# Макдермотт, Эрика
Эрика Макдермотт (англ. Erica McDermott; род. 26 апреля 1973, Кембридж) — американская актриса.

## Биография
Эрика Макдермотт родилась 26 апреля 1973 года в Кембридже, штат Массачусетс, США. Замужем за Бобом Макдермоттом.
Дебютировала в кино в 2010 году. В 2011 году была номинирована на премию «MTV Movie Award» в категории «Лучший бой» за роль в фильме «Боец». Снималась в фильмах «Афера по-американски», «Чёрная месса» и других.

## Фильмография
| Год  |     | Русское название        | Оригинальное название                              | Роль                         |
| ---- | --- | ----------------------- | -------------------------------------------------- | ---------------------------- |
| 2010 | кор | Мама восстала из ада    | Mama Raised a Hellraiser                           | мама Сола                    |
| 2010 | ф   | Рыцарь дня              | Knight and Day                                     | подружка невесты             |
| 2010 | ф   | Боец                    | The Fighter                                        | Синди Эклунд                 |
| 2011 | с   | Следствие по телу       | Body of Proof                                      | офицер Уэст                  |
| 2011 | тф  | Выбор парней            | Guys Choice                                        | сестра                       |
| 2012 | кор | Ирландский шепот        | Irish Whisper                                      | Рене                         |
| 2012 | ф   | Грехопадение            | Last Hours in Suburbia                             | миссис Дэниелс               |
| 2013 | ф   | Афера по-американски    | American Hustle                                    | ассистентка Карла Элвэя      |
| 2014 | кор | Суматоха по-американски | American Bustle                                    | Розалин                      |
| 2014 | ф   | Грубо, безумно и смешно | The Rude, the Mad, and the Funny                   | Фредерика Робшоу             |
| 2015 | ф   | Чёрная месса            | Black Mass                                         | Мэри Балджер                 |
| 2015 | ф   | Джой                    | Joy                                                | женщина на парковке          |
| 2016 | ф   | Манчестер у моря        | Manchester-by-the-Sea                              | Сью                          |
| 2016 | ф   | День патриота           | Patriots Day                                       | сестра Кэрол, подруга Джимми |
| 2018 | кор | По доверенности         | By Proxy                                           | Дженни                       |
| 2019 | с   | Касл-Рок                | Castle Rock                                        | медсестра Ширли Кларк        |
| 2019 | кор |                         | The Circle of Addiction: A Different Kind of Tears | медсестра                    |
| 2020 | ф   | Кровь и деньги          | Allagash                                           | Джейн                        |
| 2021 | ф   | CODA                    | CODA                                               | Анжела                       |

## Награды и номинации
| Год  | Награда           | Категория                             | Работа | Результат |
| ---- | ----------------- | ------------------------------------- | ------ | --------- |
| 2011 | MTV Movie Award   | Лучший бой                            | Боец   | Номинация |
| 2016 | Imaginnaire Award | За вклад в киноиндустрию Новой Англии |        | Победа    |